# Talasz Alatau
A Talasz-Alatau, Talas Alatau, Talas Ala-Too vagy Alataw hegység a Tien-san-hegység vonulata, amely Kirgizisztán Talasz régiójának déli és keleti határát alkotja. A hegység keleti vége a Kirgiz Alatau-hegységhez, Nyugati vége Kazahsztánhoz, délnyugati vége pedig az üzbegisztáni Pszkem-hegységhez és az Ugam-hegységhez csatlakozik. Északon a Talasz folyó völgye. A hegység legmagasabb pontja a 4484 méter magasságú Manas-hegy Üzbegisztán határa közelében. 
A Talasz Alataunak négy fő átjárója van: az Ötmök-hágó (télen zárva) az út bejárata kelet felől. A Biskekből Osba vezető főút keletről halad át az Ala-Bel-hágón keresztül, áthalad a Chychkan Állami Állattani Rezervátumon, majd délre kanyarodik egy másik hágón keresztül, Jalal-Abad tartományba. A Kara-Buura-hágó (út) és a Terek-hágó (nincs főút) dél felé vezet, Dzsalál-Abád tartományba.